# Подвійний сестерцій

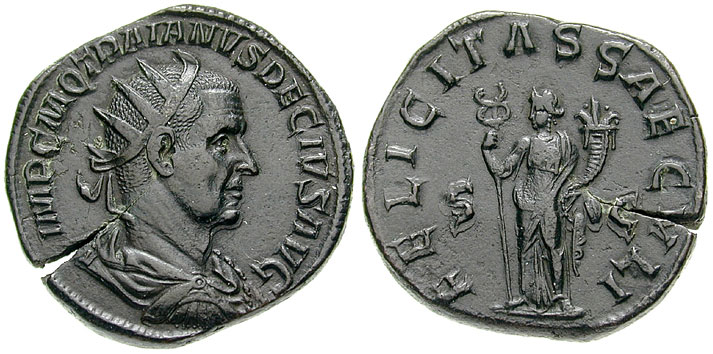
Подвійний сестерцій Траяна Деція у 249—251

Подвійний сестерцій — велика римська монета з латуні.
Вперше карбована за Траяна Деція у 249—251. ЇЇ випуск був відповіддю на інфляційні тиску часу, що привело до девальвації купівельної спроможності звичайного сестерція. Нова монета була трохи більша, ніж традиційні сестерції, які до того часу вже випускалися меншої ваги і менших розмірів, ніж це було спочатку. ЇЇ обіг не був тривалим, і не увінчався успіхом.
Нові монети вийшли з ужитку, але були знову відроджені після повстання Постума, імператора у 259—268, який правив на території, що складалася з Британії, Галії і деяких частин Германії, і прагнув зв'язати його режим з реформованою системою карбування монет. Постум карбував свій варіант подвійного сестерція, часто використовував дуже старі сестерції для перекарбування із своїм портретом і ймовірно, через брак металу. Старі монети, такі як сестерцій незабаром зовсім вийшли з ужитку, багато хто з них йшов на переплавку для створення нових антонініанів.